# Монтегют
Монтегю́т (фр. Montégut) — коммуна во Франции, находится в регионе Юг — Пиренеи. Департамент — Жер. Входит в состав кантона Ош-Нор-Эст. Округ коммуны — Ош.
Код INSEE коммуны — 32282.

## География

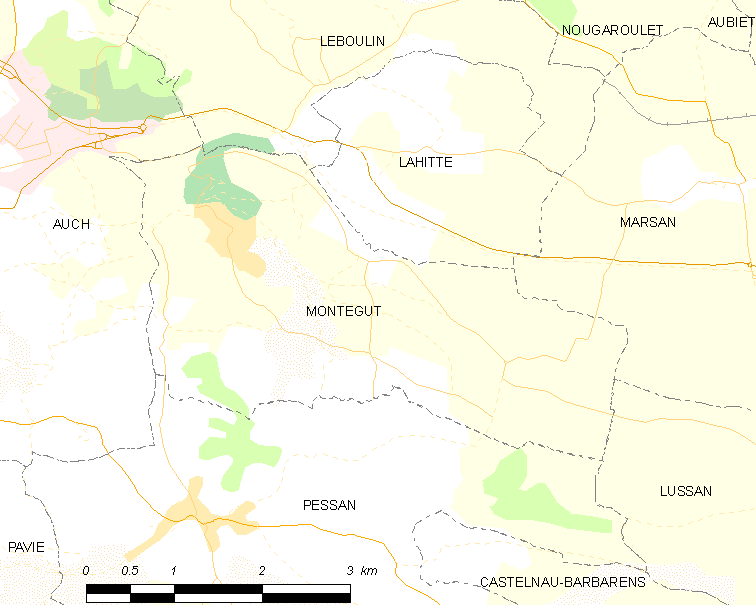
Карта коммуны

Коммуна расположена приблизительно в 600 км к югу от Парижа, в 65 км западнее Тулузы, в 5 км к востоку от Оша.
На западе коммуны протекает река Арсон.

## Климат
Климат умеренно-океанический. Лето жаркое и немного дождливое, температура часто превышает 35 °С. Зимой часто бывает отрицательная температура и ночные заморозки. Годовое количество осадков — 700—900 мм.

## Население
Население коммуны на 2010 год составляло 558 человек.
| 1962 | 1968 | 1975 | 1982 | 1990 | 1999 | 2010 |
| ---- | ---- | ---- | ---- | ---- | ---- | ---- |
| 182  | 191  | 234  | 311  | 317  | 392  | 558  |

## Администрация
| Период | Период | Фамилия       | Партия | Примечания |
| ------ | ------ | ------------- | ------ | ---------- |
| 1995   | 2011   | Роже Трамон   |        |            |
| 2011   | 2020   | Жером Самалан |        |            |

## Экономика
В 2010 году среди 366 человек трудоспособного возраста (15-64 лет) 252 были экономически активными, 114 — неактивными (показатель активности — 68,9 %, в 1999 году было 75,8 %). Из 252 активных жителей работали 240 человек (123 мужчины и 117 женщин), безработных было 12 (8 мужчин и 4 женщины). Среди 114 неактивных 35 человек были учениками или студентами, 40 — пенсионерами, 39 были неактивными по другим причинам.

## Фотогалерея

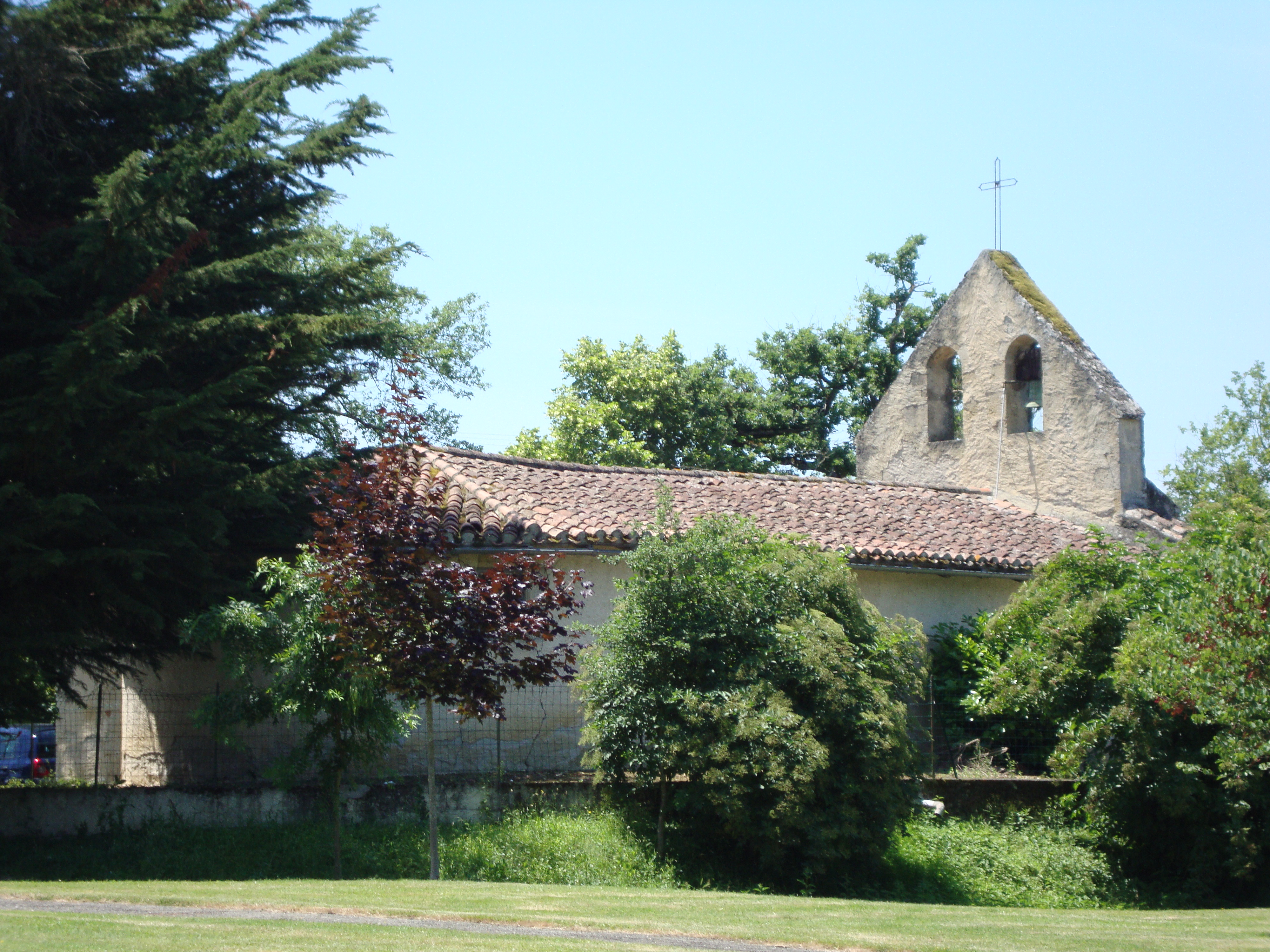
Часовня
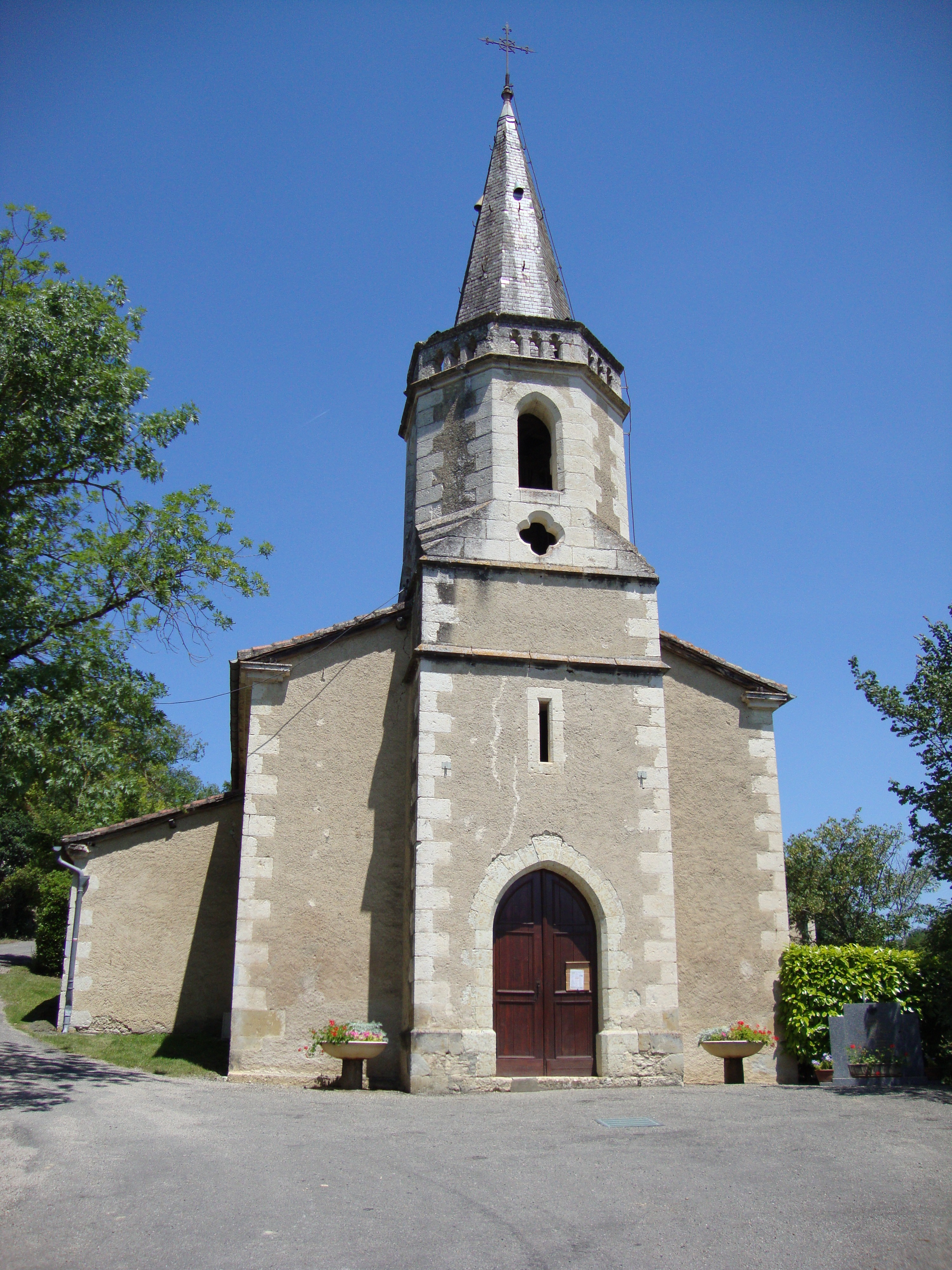
Церковь
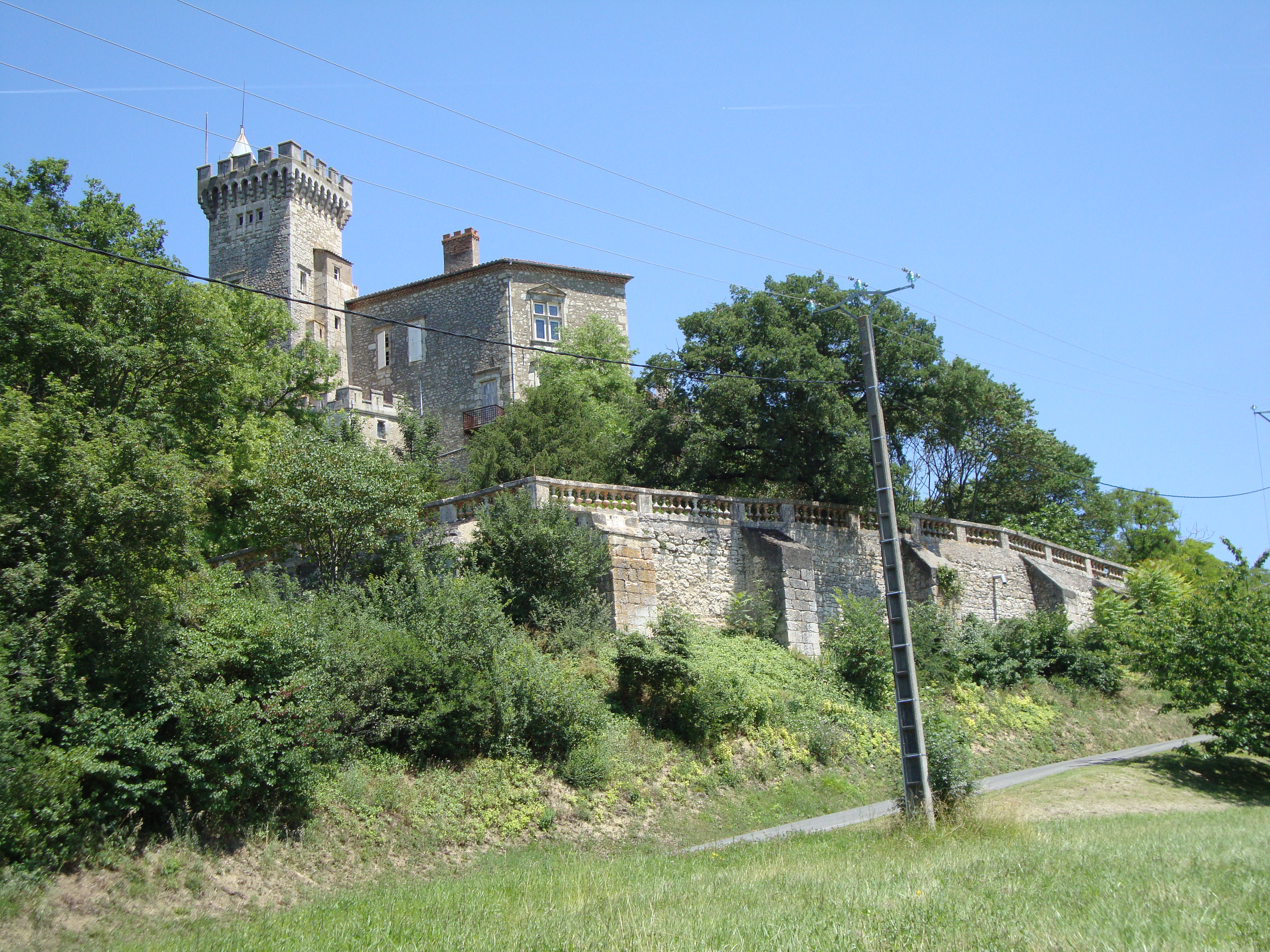
Замок
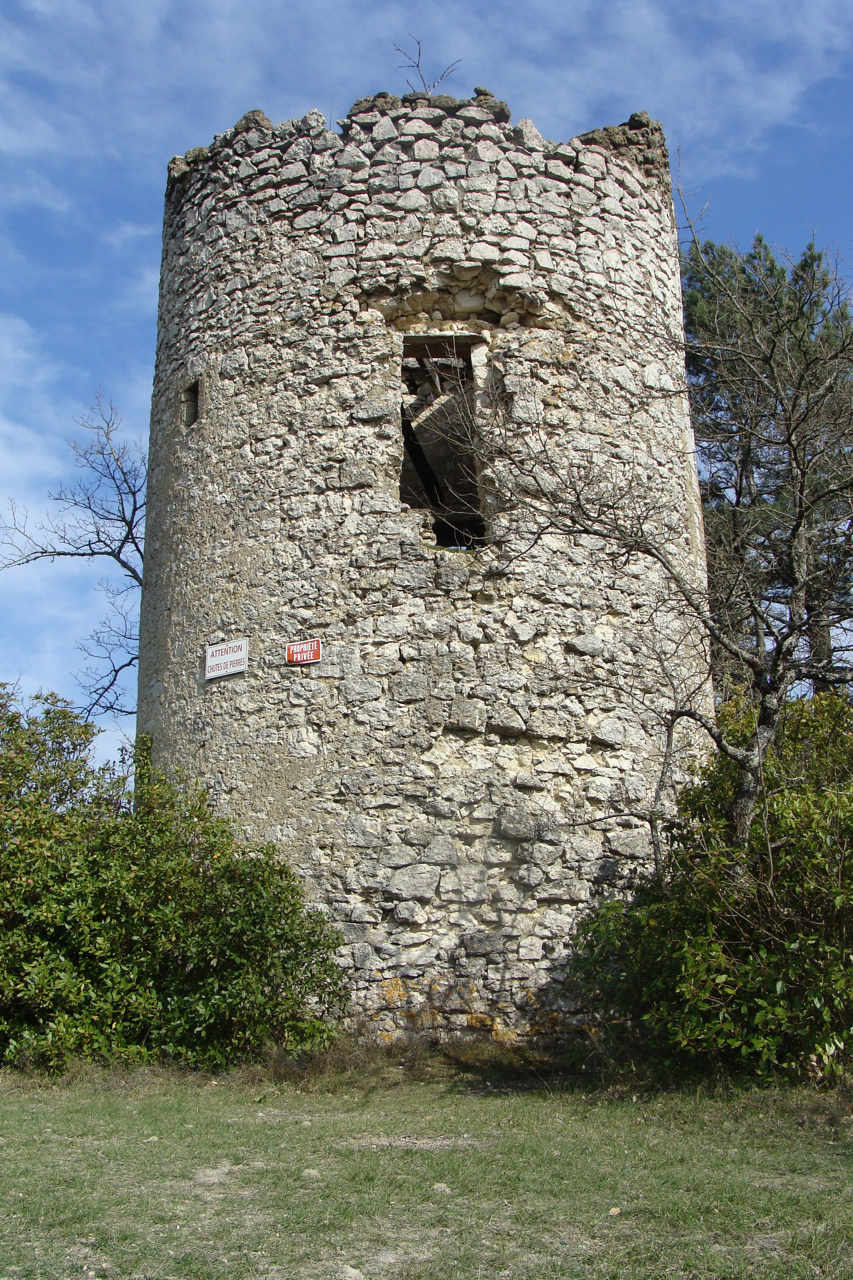
Башня
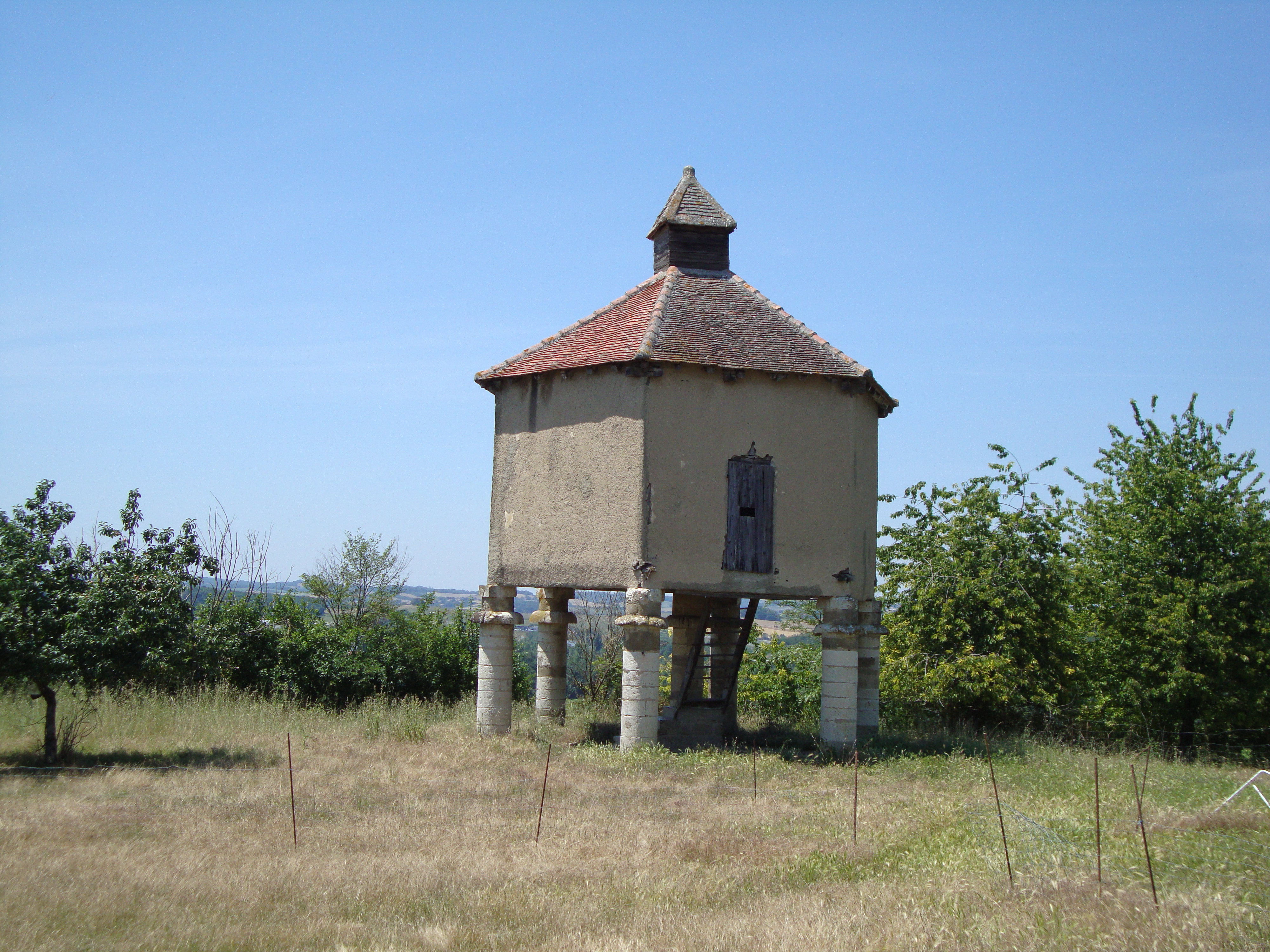
Голубятня